# 마찰전기

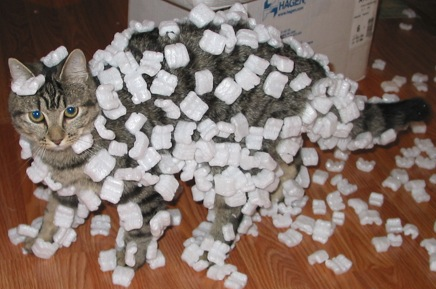

마찰전기(摩擦電氣)는 두 가지 물체가 마찰되어 대전되어 발생하는 전기이다.
물질을 이루는 원자는 양전하를 띤 원자핵과 음전하를 띤 전자로 되어 있다.
어떤 원자가 전자를 잃으면 양전하를, 반대로 전자를 얻으면 음전하를 띠게 된다.
보통 때는 전기적으로 중성인 물체도 서로 마찰시키면 한쪽 물질의 전자가 다른 물질로 이동하기 때문에 두 물질은 각각 양전하 또는 음전하를 띠게 된다.

## 같이 보기
- 정전기 유도
- 압전기
- 편극 밀도
- 정전기
- 일함수